# Gornje Suhotno
Gornje Suhotno (en serbe cyrillique : Горње Сухотно) est un village de Serbie situé dans la municipalité d'Aleksinac, district de Nišava. Au recensement de 2011, il comptait 246 habitants.

## Géographie

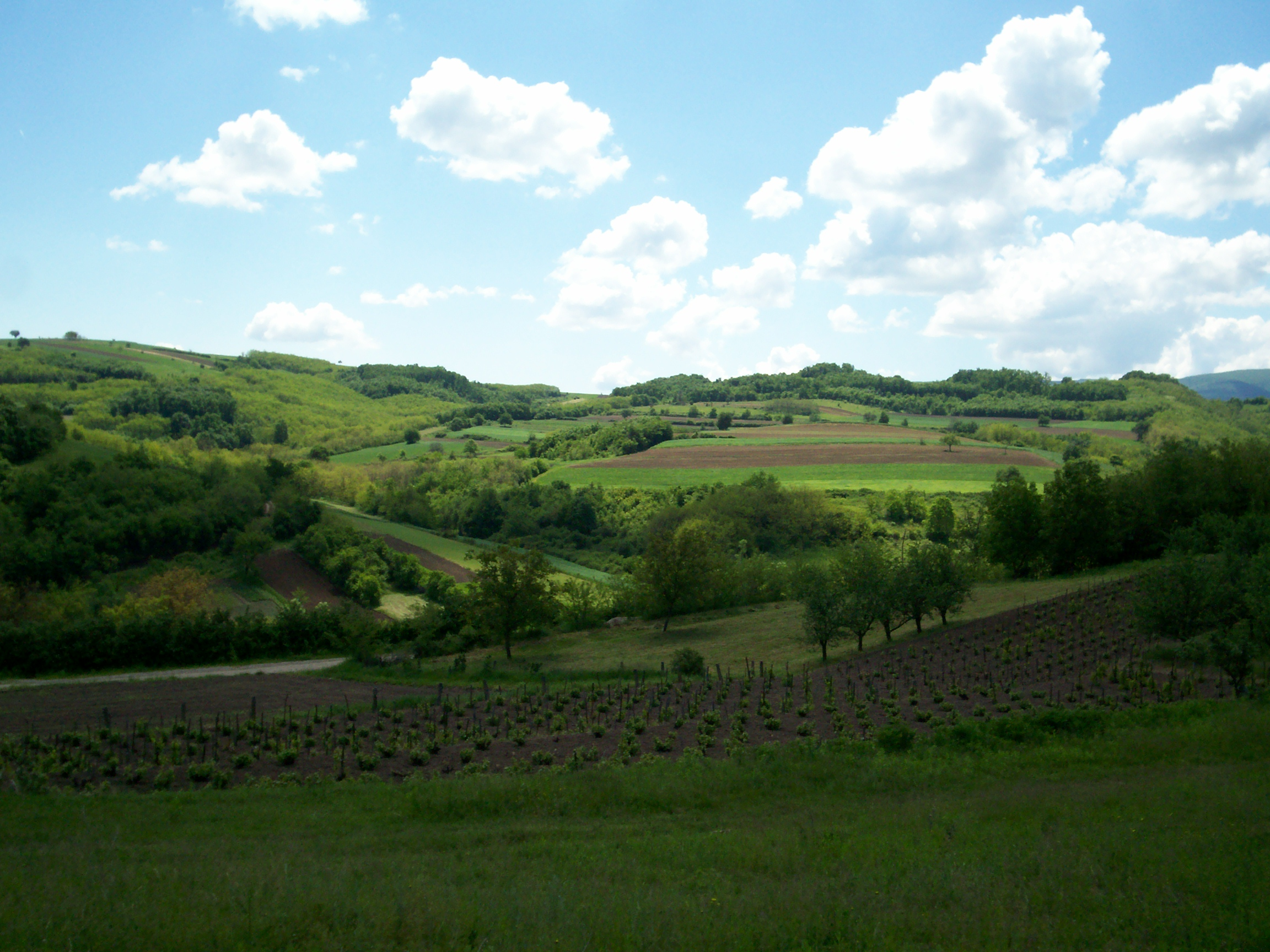
Paysage près de Gornje Suhotno

## Démographie
| 1948 | 1953 | 1961 | 1971 | 1981 | 1991 | 2002 | 2011 |
| ---- | ---- | ---- | ---- | ---- | ---- | ---- | ---- |
| 534  | 559  | 559  | 517  | 480  | 400  | 343  | 246  |

|  |